# Gyöngyössolymos
Gyöngyössolymos là một thị trấn thuộc hạt Heves, Hungary. Thị trấn này có diện tích 64,85 km², dân số năm 2010 là 3045 người, mật độ 47 người/km².